# Порт Белграда
Порт Белграда расположен на Дунае, в 1168 километрах от его устья. Порт расположен недалеко от центра города, рядом с Панчевским мостом. К Белградскому порту относится и пассажирский терминал на соседней реке Саве. Порт может ежегодно получать 3 000 000 тонн грузов. Площадь помещений для хранения составляет 300 000 квадратных метров в здании и 650 000 квадратных метров под открытым небом. 

## История
Белградский порт открылся в 1961 году. До этого порт был совмещён с железнодорожным вокзалом. Недавно был объявлен проект по переносу порта из города на другую сторону Дуная, а его современную территорию использовать для строительства жилых и офисных зданий.